# ヴァルトラウト (小惑星)
ヴァルトラウト (890 Waltraut) は、小惑星帯にある小惑星。マックス・ヴォルフがハイデルベルクのケーニッヒシュトゥール天文台で発見した。
リヒャルト・ワーグナーの楽劇『神々の黄昏』の登場人物にちなんで名付けられた。